# Topolovgrad
Topolovgrad (en búlgaro: Тополовград) es una ciudad de Bulgaria en la provincia de Haskovo.

## Geografía
Se encuentra a una altitud de 309 m s. n. m. a 316 km de la capital nacional, Sofía.

## Demografía
Según estimación 2013 contaba con una población de 5 327 habitantes.
|         | 2004  | 2005  | 2006  | 2007  | 2008  | 2009  | 2010  | 2011  | 2012  |
| Mujeres | 3 115 | 3 061 | 3 026 | 2 973 | 2 928 | 2 882 | 2 802 | 2 736 | 2 701 |
| Varones | 3 172 | 3 082 | 3 063 | 2 975 | 2 910 | 2 848 | 2 740 | 2 734 | 2 682 |
| Total   | 6 287 | 6 143 | 6 089 | 5 948 | 5 838 | 5 730 | 5 542 | 5 470 | 5383  |